# Џон Кок
Џон Кок (енгл. John Cocke; Шарлот, 30. мај 1925 — Валхала, 16. јул 2002) је био амерички информатичар који је познат по свом доприносу архитектури рачунара и по раду на оптимизацији дизајна компајлера.